# الشوان
الشوان (بالفرنسية: Les Chouans)‏ هي رواية نشرت عام 1829 بقلم الروائي المسرحي الفرنسي أونوريه دي بلزاك (1799-1850) وتدرج في مجموعة «مشاهد من الحياة العسكرية» (بالفرنسية: Scènes de la vie militaire)‏ من سلسلة الكوميديا الإنسانية. تدور الأحداث في بريتاني الفرنسية، وتجمع التاريخ العسكري مع قصة حب بين الأرستقراطية ماري دي فيرنوي وعضو الشوان الموالي للملكية ألفونس دي مونتوران. وتدور أحداثها في انتفاضة ما بعد الحرب عام 1799 في فوجير.
تصور بلزاك فكرة الرواية خلال رحلة إلى بريتاني تظمها صديق للعائلة في عام 1828. فتن بلزاك بشعب المنطقة وجوها، وبدأ يجمع الملاحظات والأوصاف لاستخدامها لاحقا.
وتتناول الرواية موضوعات الحب العاطفي، الخداع والانتقام، والمركز الاجتماعي. ورغم أن النقاد ازدروا هذا العمل لصالح أعمال بلزاك اللاحقة، فإن الرواية تمثل نقطة تحول في حياته وفنه.

## روابط خارجية
- الشوان على موقع الموسوعة البريطانية (الإنجليزية)